# Michael Thomas (voetballer, 1967)
Michael Lauriston Thomas (Lambeth, 24 augustus 1967) is een Engels voormalig voetballer die doorgaans rechts op het middenveld speelde. Thomas beleefde zijn beste jaren als vleugelspeler van Arsenal, van 1984 tot 1991, met onder meer twee landstitels.
Thomas werd na zijn actieve carrière beveiligingsagent en runt voorts een bedrijf in die sector.

## Clubcarrière
Thomas, voornamelijk een vleugelmiddenvelder op rechts, was een jeugdproduct van Arsenal en stroomde door vanuit de jeugdacademie op 17-jarige leeftijd, in 1984.
Het absolute hoogtepunt uit de carrière van Thomas is allicht zijn beslissende doelpunt voor Arsenal tegen rechtstreekse rivaal Liverpool op Anfield op 26 mei 1989, waardoor Arsenal zich tot landskampioen kroonde van het seizoen 1988/1989. Arsenal was verplicht om twee doelpunten meer te scoren dan Liverpool doordat het vooraf qua doelsaldo de titel mocht vergeten; het puntenaantal was bij een overwinning voor Arsenal namelijk gelijk, maar Liverpool had voor aanvang van de slotspeeldag een beter doelsaldo (+1 t.o.v. Arsenal). Alan Smith opende de score na de rust, waarna Thomas de supporters een delirium bezorgde door in minuut 91 de 0-2 te scoren.
Thomas pakte nogmaals de landstitel met Arsenal (83 punten) in het seizoen 1990/1991, met zeven punten voorsprong op Liverpool (76 punten).
In de winter van het seizoen 1991/1992 verruilde hij Arsenal voor Liverpool, de club die hij twee jaar eerder de hoop op een landstitel had ontnomen. Thomas won de FA Cup met Liverpool in 1992. In de finale werd Sunderland met 2-0 naar huis gestuurd. Thomas scoorde het eerste doelpunt, waarna Ian Rush voor zekerheid zorgde.
Na een korte uitleenbeurt aan Middlesbrough vervolgde Thomas zijn loopbaan vanaf 1998 bij de Portugese topclub SL Benfica, waar hij geen onvergetelijke tijd meemaakte. Thomas keerde na een seizoen alweer terug naar Engeland, waar hij een contract tekende bij het pas uit de Premier League gedegradeerde Wimbledon.
Thomas beëindigde zijn carrière in 2001, grotendeels vanwege blessureleed.

## Interlandcarrière
Thomas is een tweevoudig Engels international, maar scoorde niet voor zijn land.
| Interlands van Michael Thomas voor Engeland | Interlands van Michael Thomas voor Engeland | Interlands van Michael Thomas voor Engeland | Interlands van Michael Thomas voor Engeland | Interlands van Michael Thomas voor Engeland | Interlands van Michael Thomas voor Engeland |
| №                                           | Datum                                       | Wedstrijd                                   | Uitslag                                     | Competitie                                  | Goals                                       |
| ------------------------------------------- | ------------------------------------------- | ------------------------------------------- | ------------------------------------------- | ------------------------------------------- | ------------------------------------------- |
| 1                                           | 16.11.1988                                  | Engeland - Saoedi-Arabië                    | 1 – 1                                       | Vriendschappelijk                           | /                                           |
| 2                                           | 13.12.1989                                  | Engeland - Joegoslavië                      | 2 – 1                                       | Vriendschappelijk                           | /                                           |

## Erelijst
| Competitie               |         |                  |
| Competitie               | Aantal  | Jaren            |
| Arsenal                  | Arsenal | Arsenal          |
| ------------------------ | ------- | ---------------- |
| Engels landkampioenschap | 2×      | 1988/89, 1990/91 |
| League Cup               | 1×      | 1986/87          |
| Liverpool                |         |                  |
| FA Cup                   | 1×      | 1991/92          |
| League Cup               | 1×      | 1994/95          |